# 坐着的浴女 (1884年)
《坐着的浴女》（法語：Baigneuse Accroupie）是法国画家威廉·阿道夫·布格罗创作于1884年的一幅油画。现收藏于美国麻萨诸塞州威廉姆斯顿的克拉克美术研究所（Sterling and Francine Clark Art Institute）。

## 收藏史
- 1938年巴黎Lorenceau画廊（Galerie Lorenceau, Paris) 售与罗伯特·克拉克
- 1938年—1955年罗伯特·克拉克收藏
- 1955年起由克拉克美术研究所收藏

## 类似作品
- 浴女 (1870年)
- 浴女 (1879年)
- 浴后 (1875年)
- 浴后 (1894年)
- 两浴女 (1884年)